# 恭穆王后
恭穆王后（890年—939年），马氏，安国县人，五代十国吴越国世宗文穆王钱元瓘妻。
其父马绰为淮浙行军司马、雄武军节度使、同平章事。马绰之妹是钱元瓘之父钱镠的妻子，马绰之妻钱氏亦是钱镠的妹妹。由钱镠做主为钱元瓘娶马氏。马氏性格聪慧，勤于内职。丈夫钱元瓘年过三十，而无亲子，马氏向公公钱镠请求为丈夫纳妾。其后，诸妾陆续生子。凡妾所生之子均视为己出，亲自抚养。
初封越国夫人，至吴越国莊睦夫人，天福四年（939年）冬十月壬子，马氏逝世，年五十，谥恭穆，葬于钱唐府安国县庆仙乡长寿里封盂山，陵曰康陵。

## 墓铭
維天福四秊歲在己亥冬十有二月丁丑二十五日辛酉，吳越國恭穆王后扶風馬氏窆于錢唐府安國縣慶仙鄉長壽里封盂山，曰康陵。東至金容，西至鳳亭，南至寧善，北至會仙，上至于天，下至于泉，永刊貞石，于萬祀年。